# Отрот
Отрот (фр. Ottrott) — коммуна на северо-востоке Франции в регионе Гранд-Эст (бывший Эльзас — Шампань — Арденны — Лотарингия), департамент Нижний Рейн, округ Мольсем, кантон Мольсем.
Площадь коммуны — 28,89 км², население — 1622 человека (2006) с тенденцией к стабилизации: 1567 человек (2013), плотность населения — 54,2 чел/км².

## Население
Население коммуны в 2011 году составляло 1611 человек, в 2012 году — 1589 человек, а в 2013-м — 1567 человек.
| 1962 | 1968 | 1975 | 1982 | 1990 | 1999 | 2006 | 2008 | 2011 | 2012 | 2013 |
| ---- | ---- | ---- | ---- | ---- | ---- | ---- | ---- | ---- | ---- | ---- |
| 1043 | 1074 | 1115 | 1303 | 1501 | 1513 | 1622 | 1649 | 1611 | 1589 | 1567 |

Динамика населения:

## Экономика
В 2010 году из 1106 человек трудоспособного возраста (от 15 до 64 лет) 837 были экономически активными, 269 — неактивными (показатель активности 75,7 %, в 1999 году — 71,5 %). Из 837 активных трудоспособных жителей работали 808 человек (438 мужчин и 370 женщин), 29 числились безработными (9 мужчин и 20 женщин). Среди 269 трудоспособных неактивных граждан 98 были учениками либо студентами, 114 — пенсионерами, а ещё 57 — были неактивны в силу других причин.

## Достопримечательности (фотогалерея)

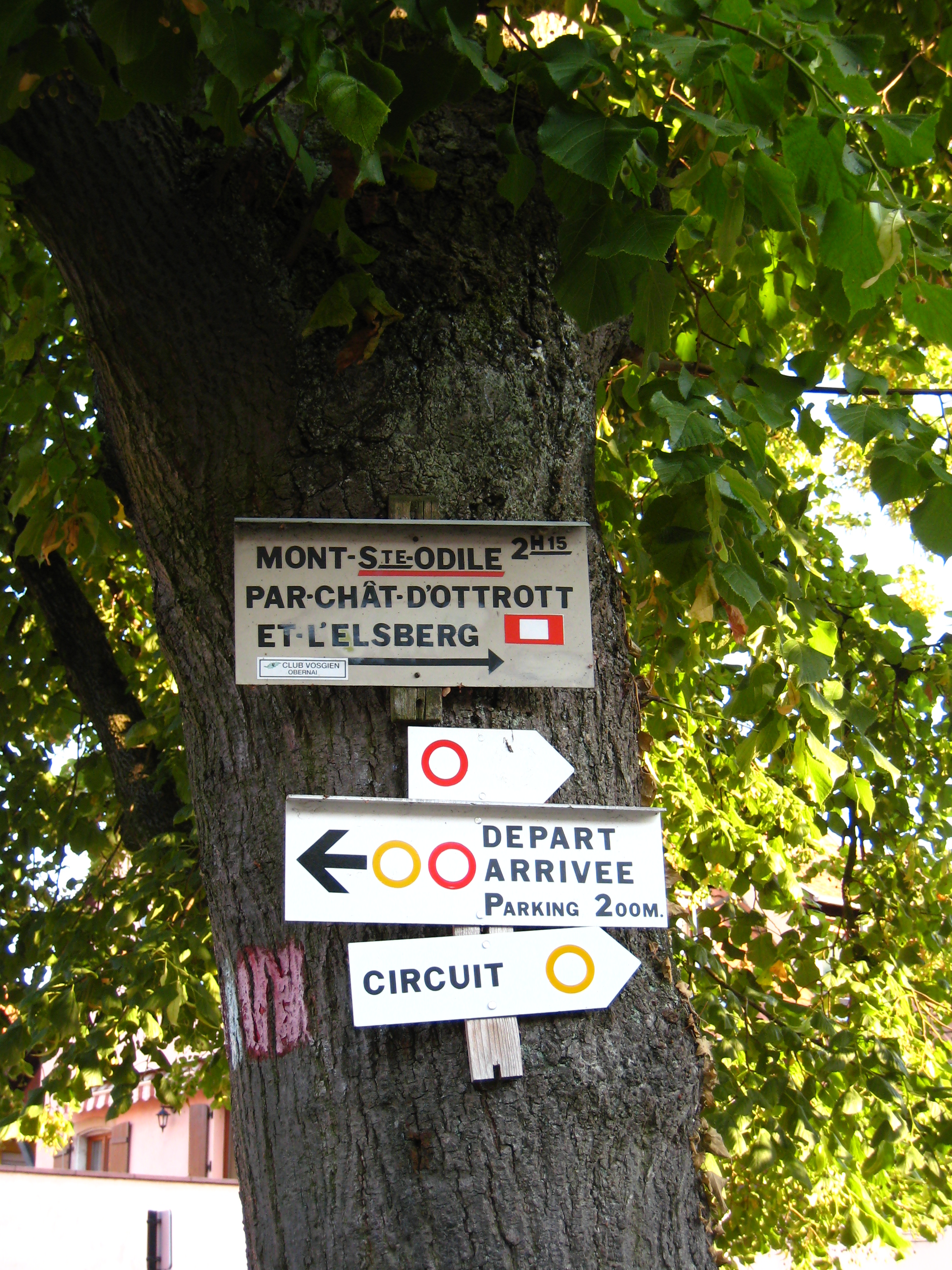
Указатель на старой липе
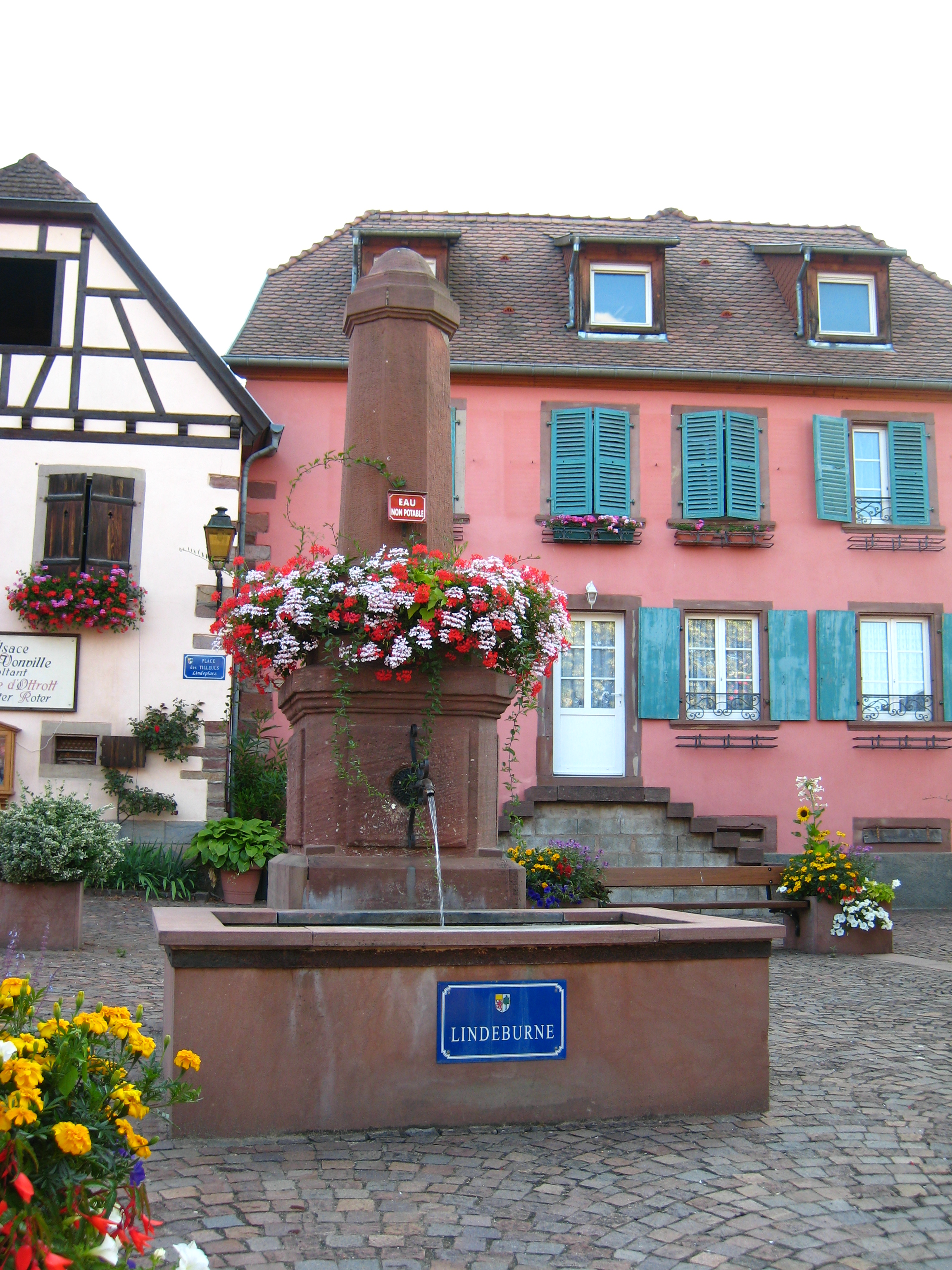
Фонтан на площади лип
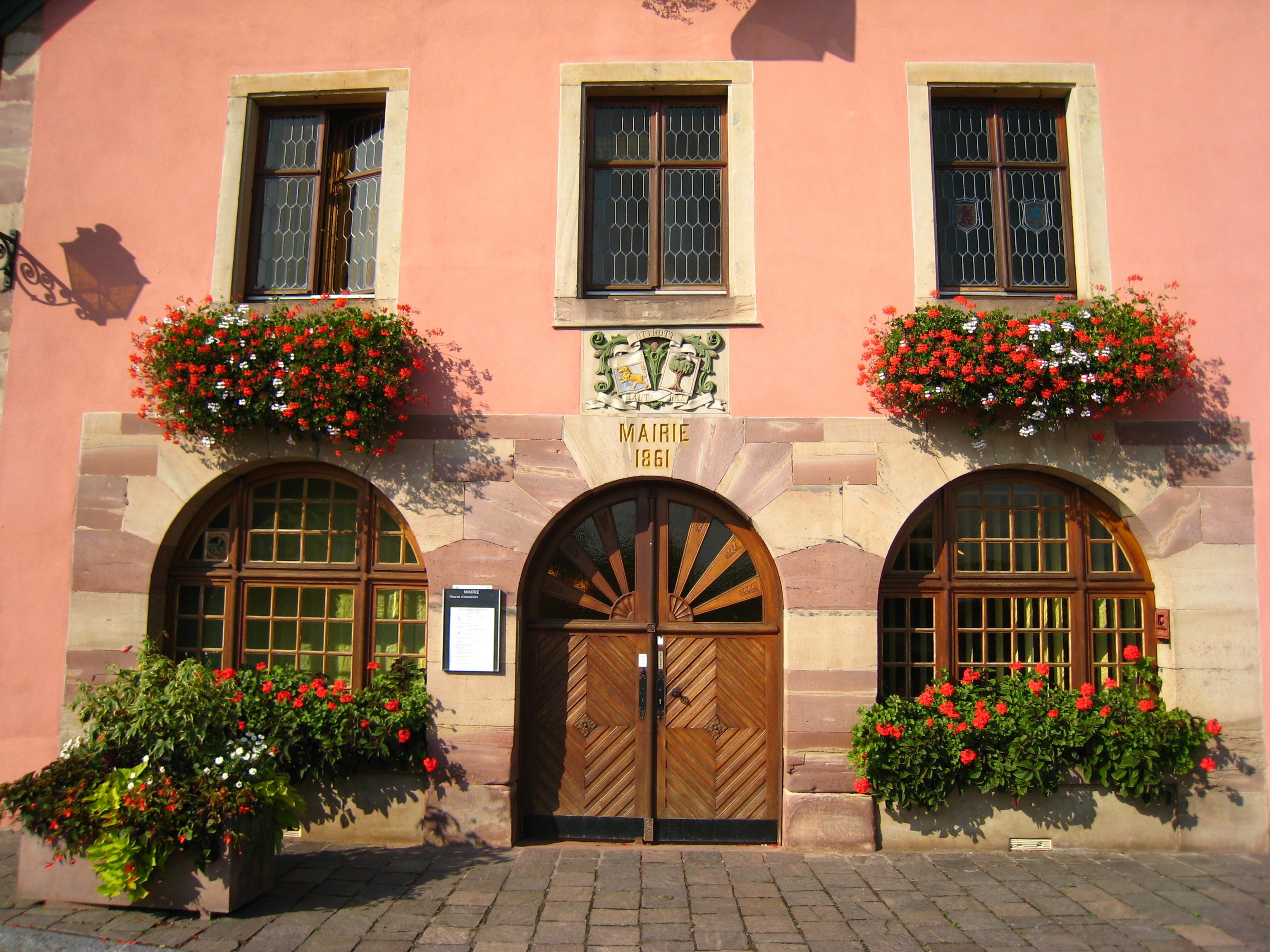
Здание мэрии
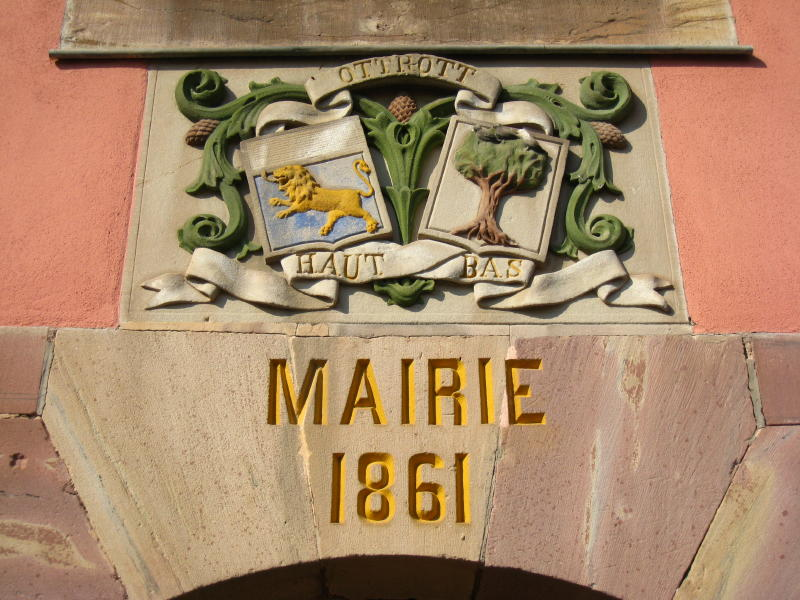
Фрагмент фасада
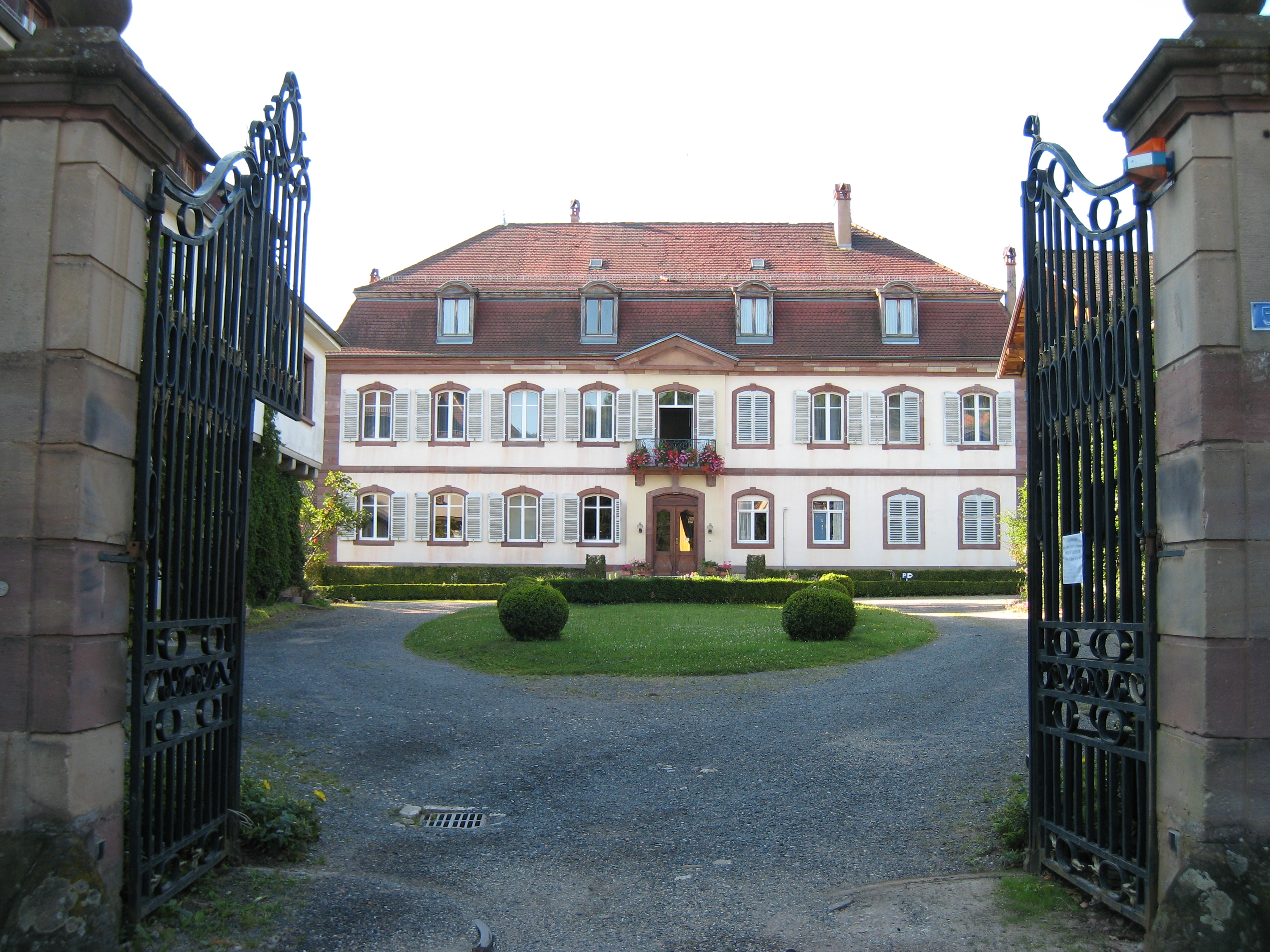
Шато на главной улице, сегодня дом Милосердия
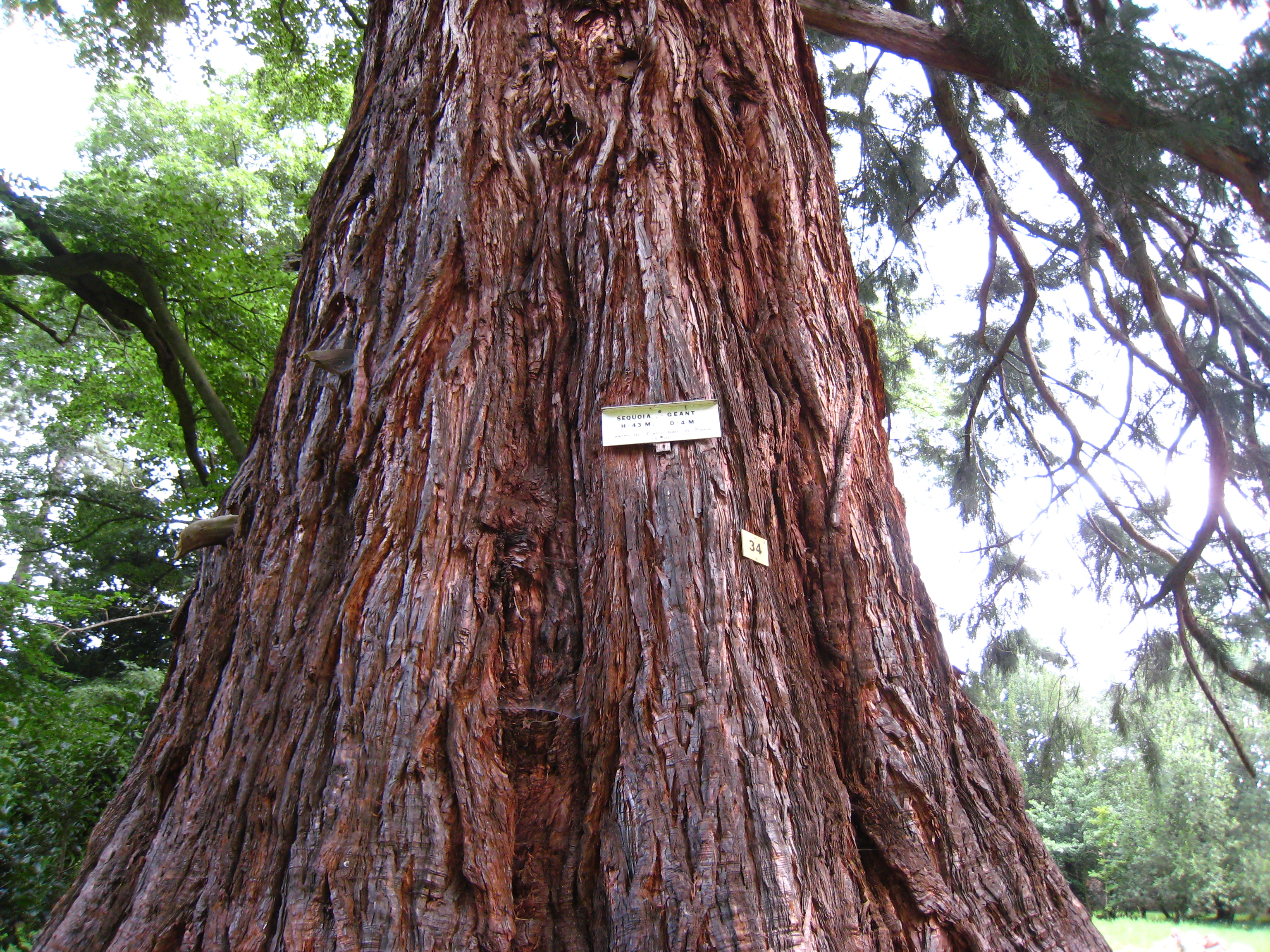
Секвойя в парке Виндек
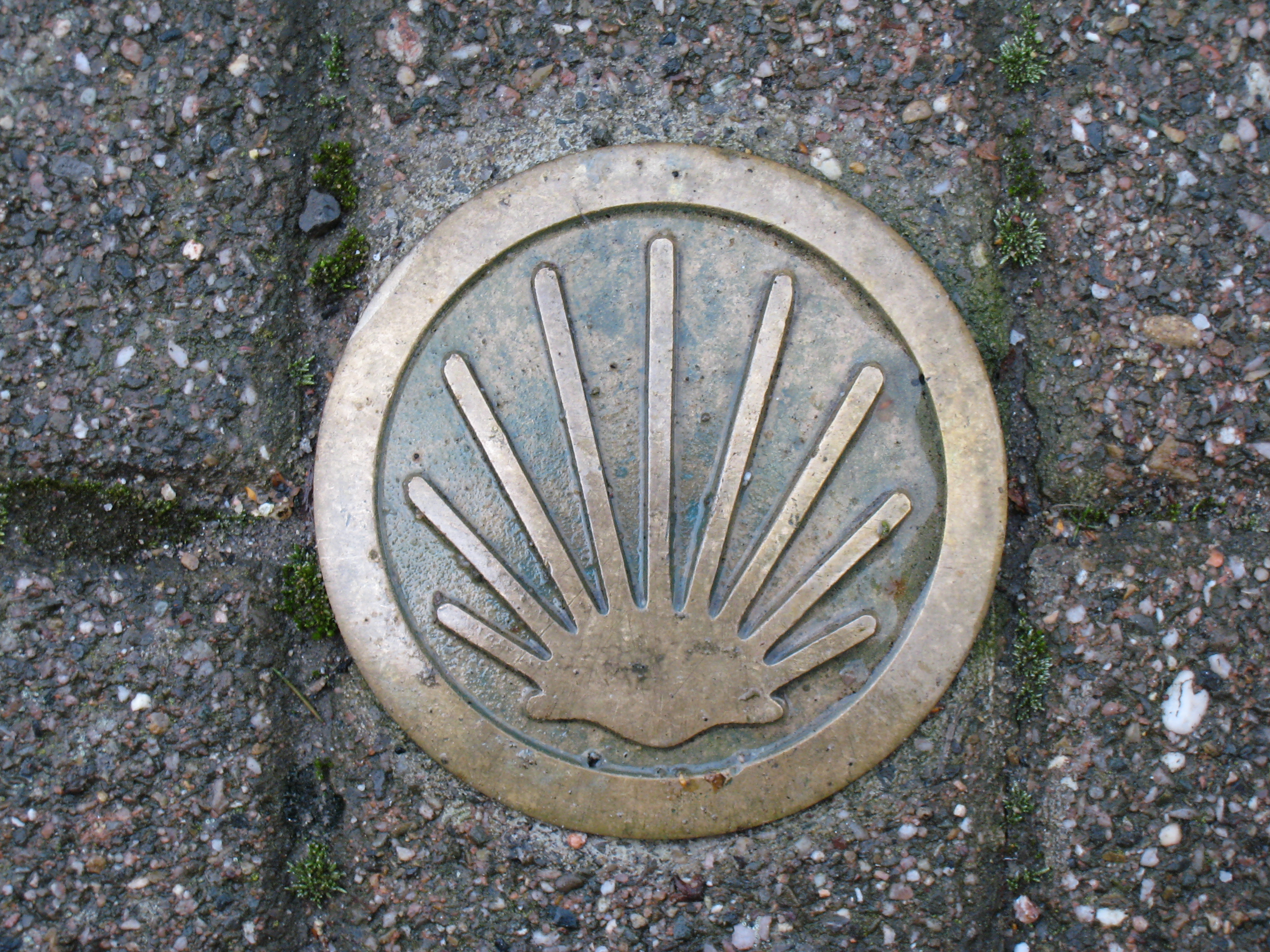
Символ пути на главной улице
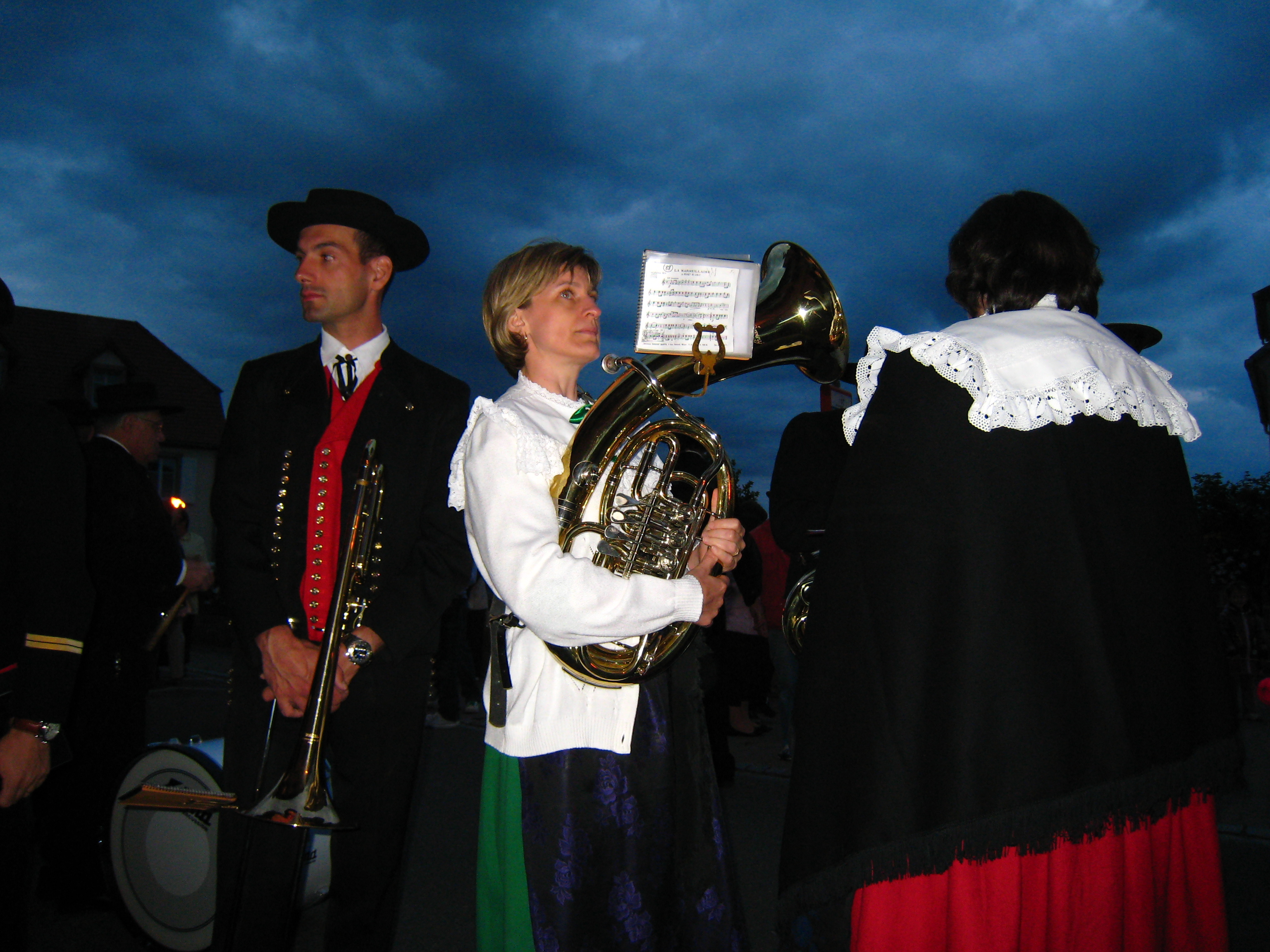
Городской оркестр готовится играть Марсельезу вечером 13 июля
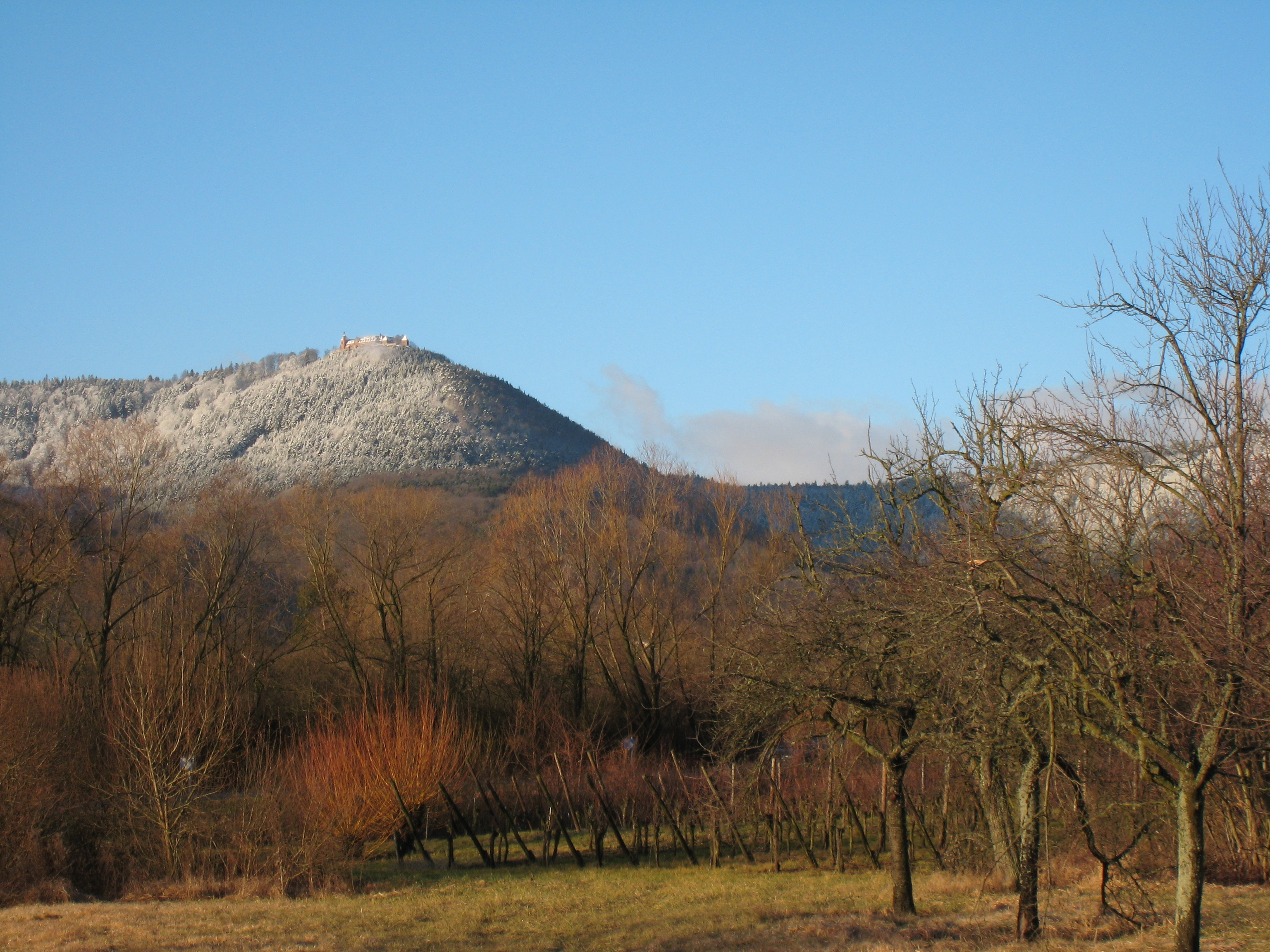
Гора Сент-Одиль зимой
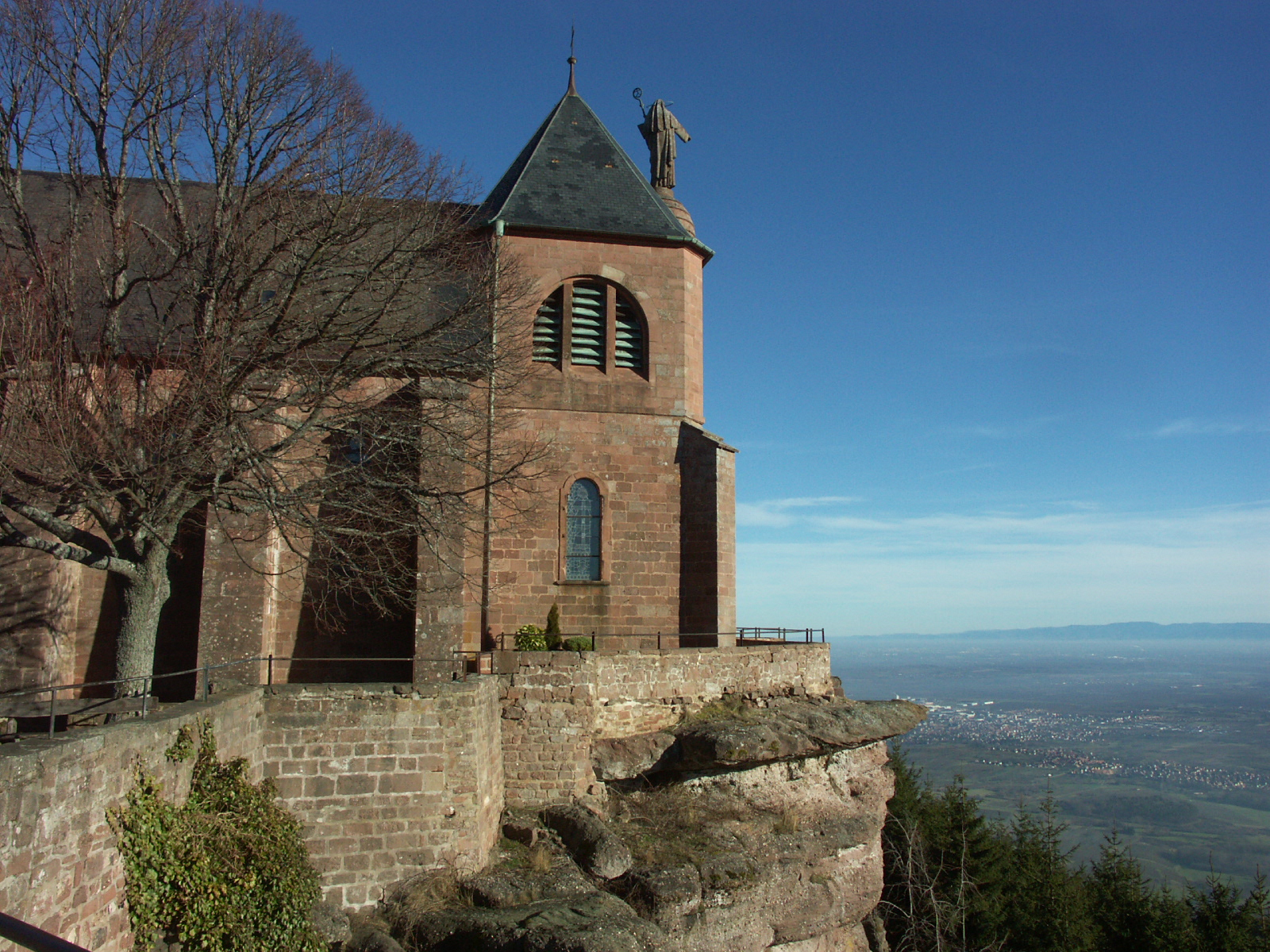
Базилика на горе Сент-Одиль
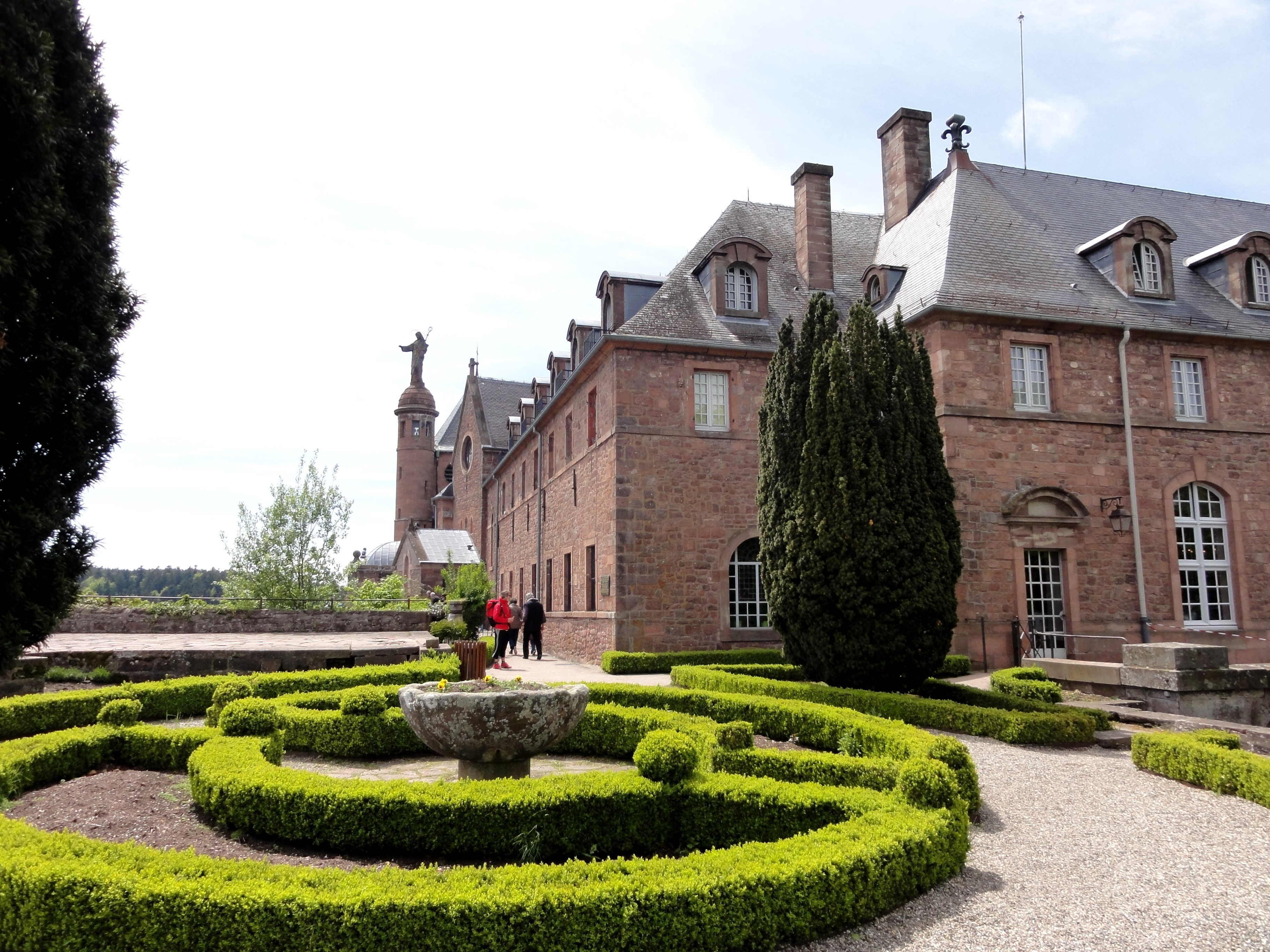
Монастырь мон-Сент-Одиль вид на сад
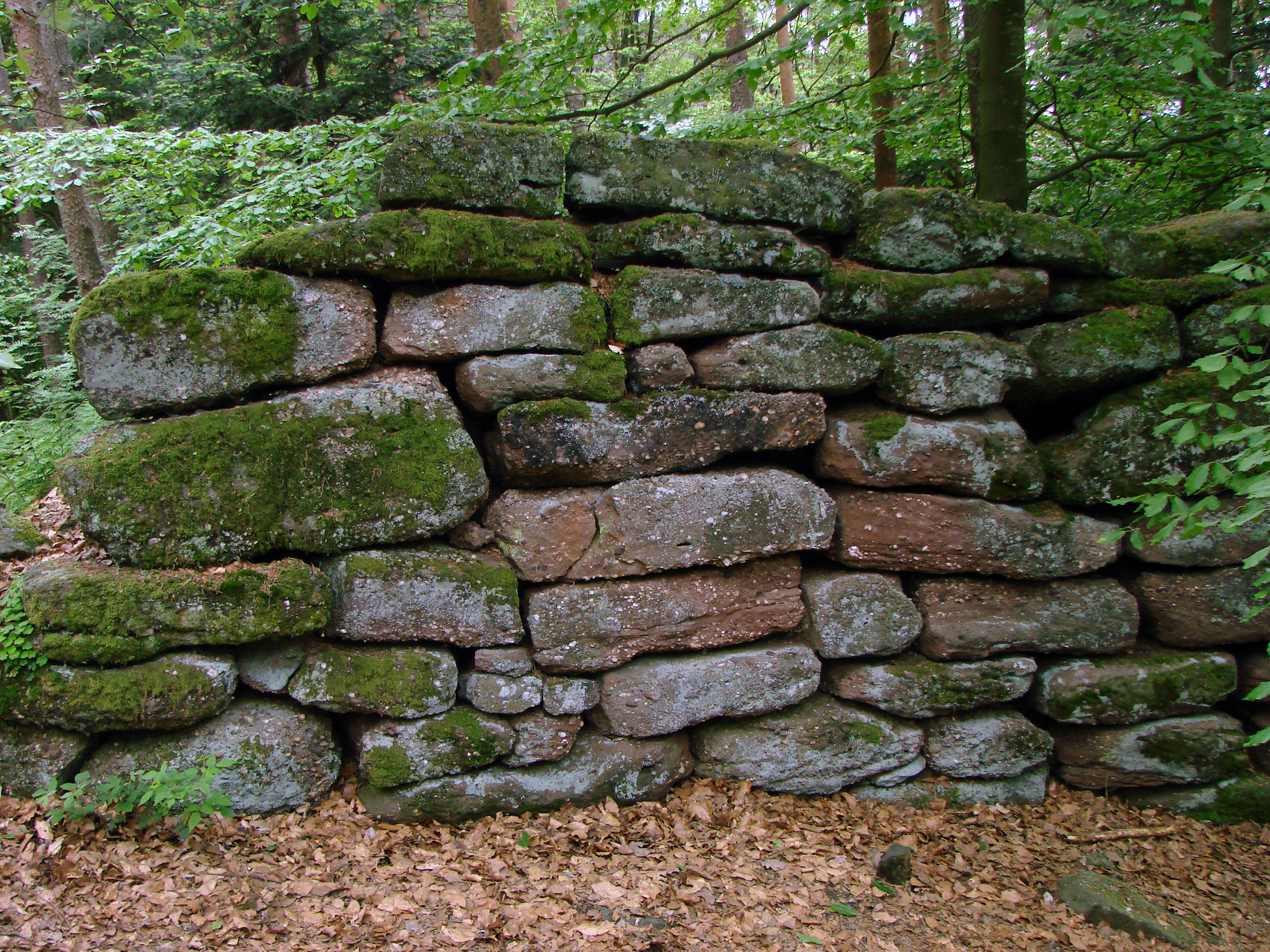
Фрагмент стены времён язычников, которая окружает гору Сент-Одиль
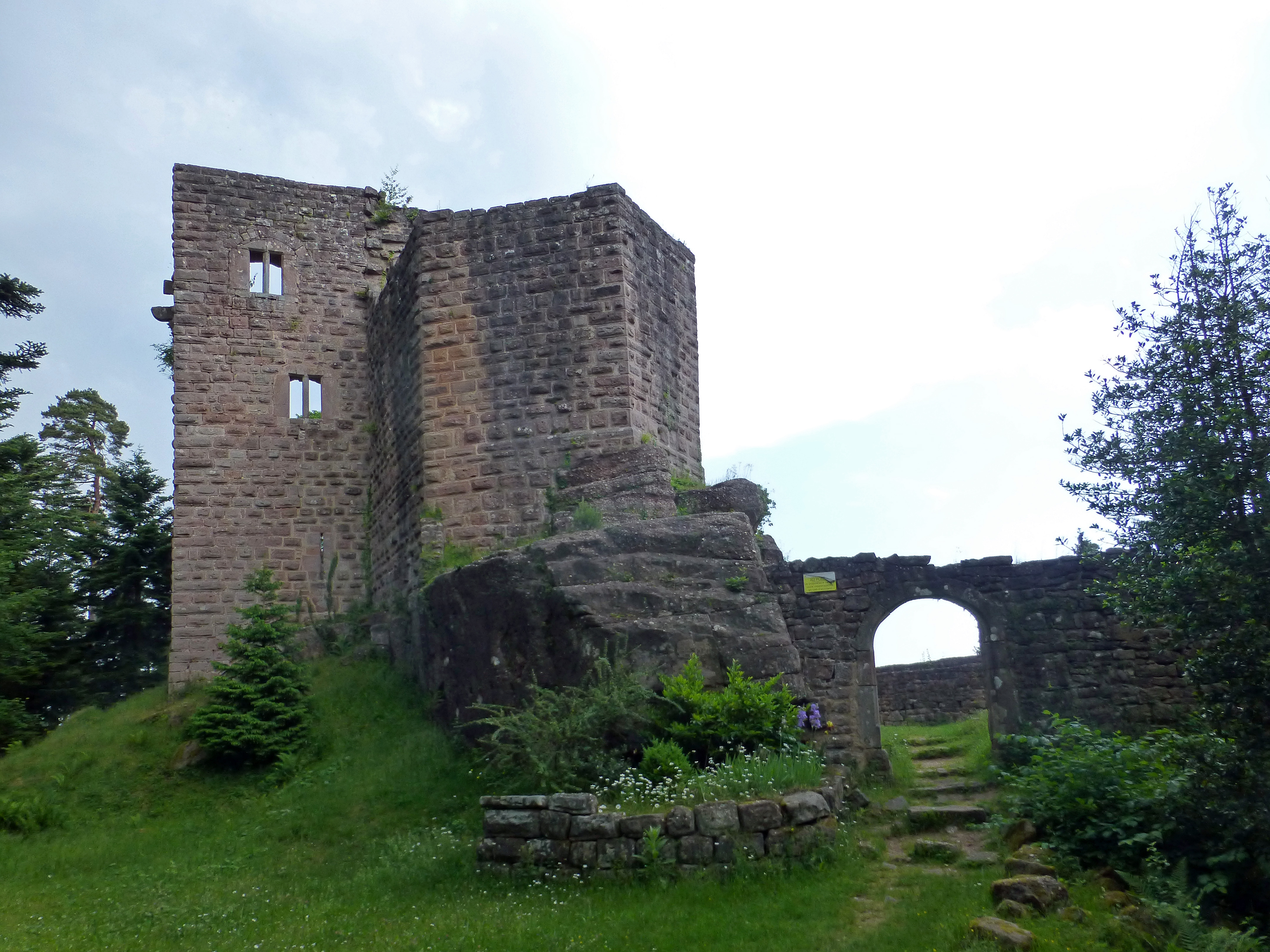
Шато Биркенфель
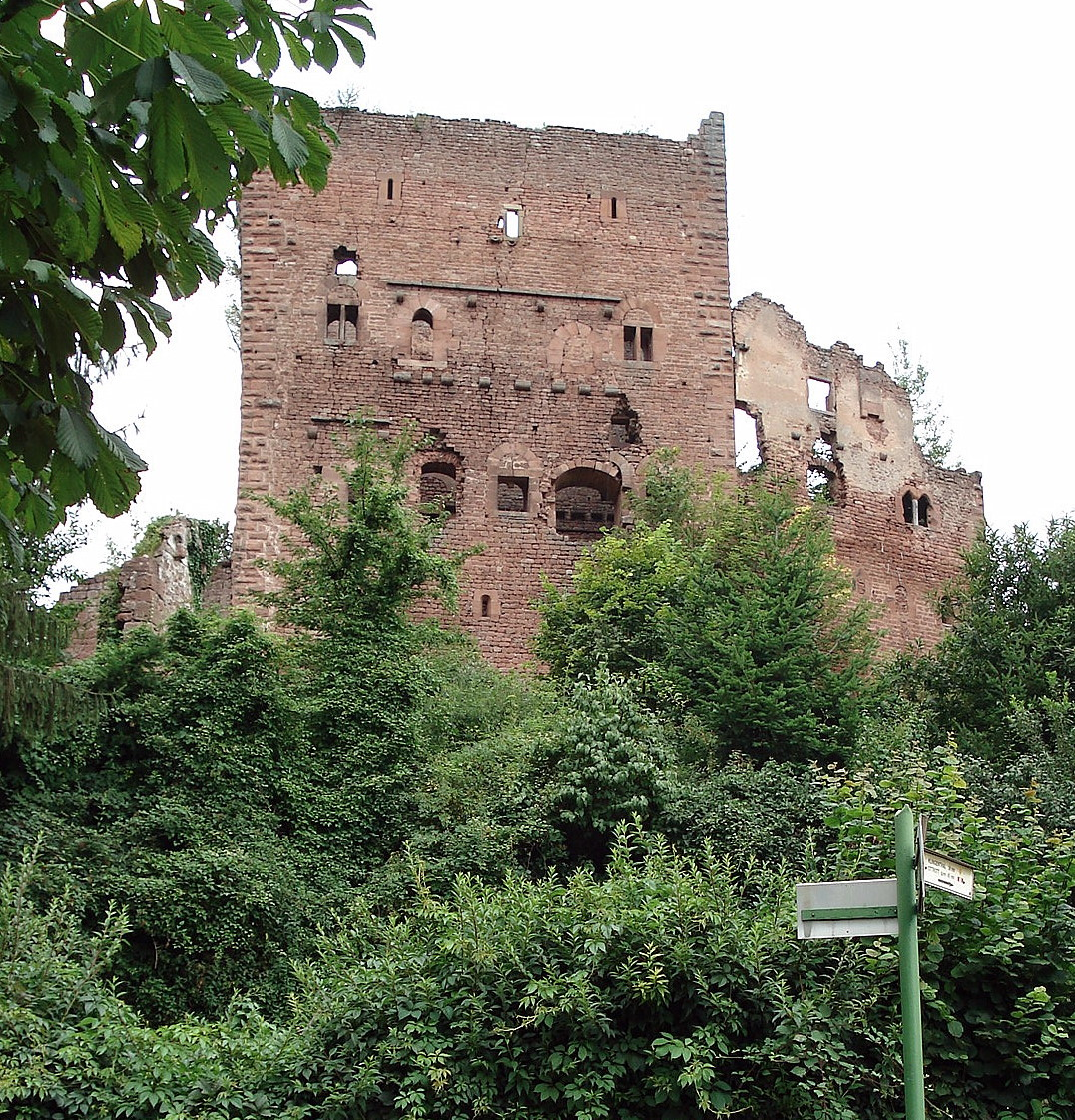
Шато Rathsamhausen занимает господствующую высоту
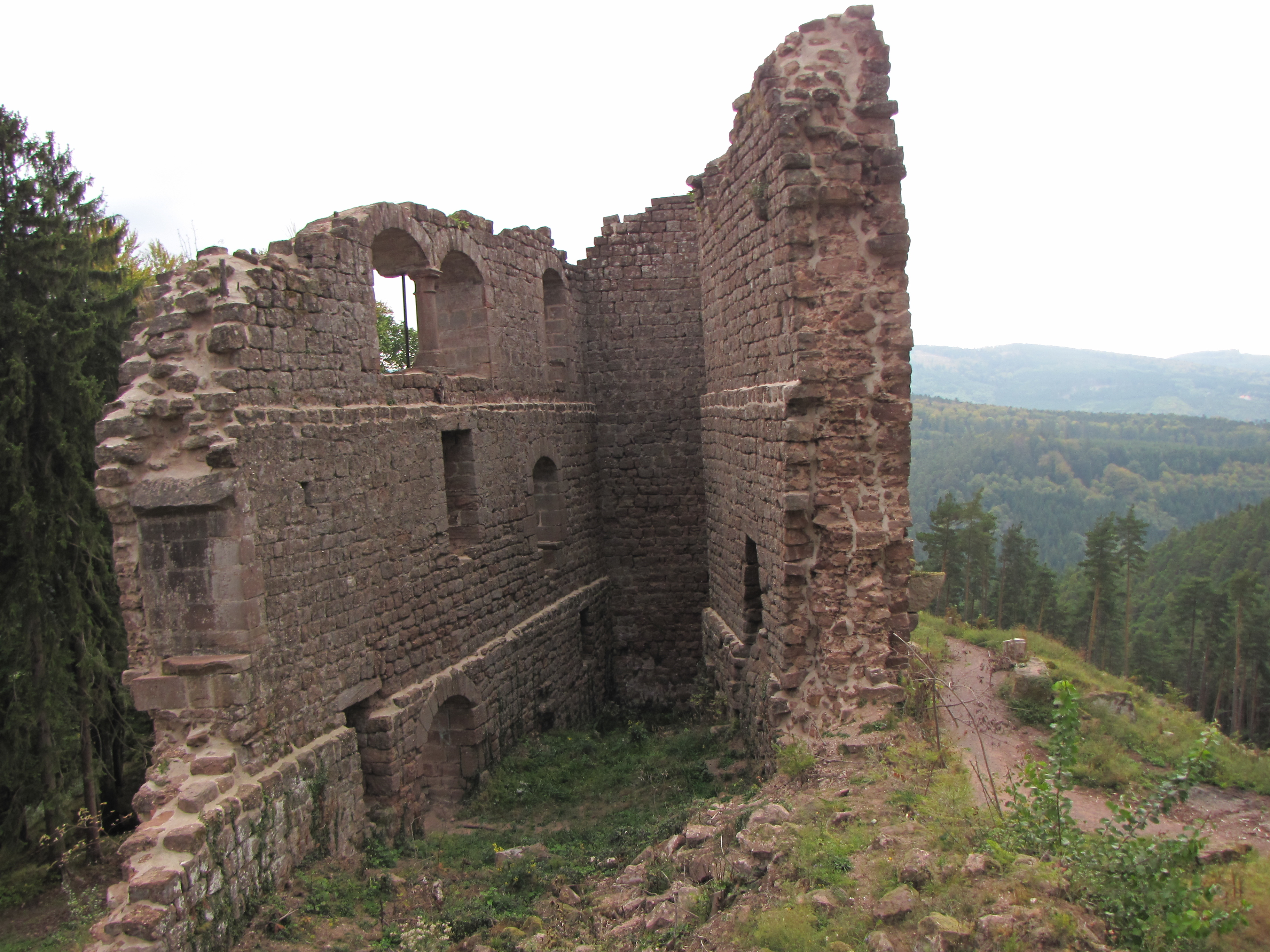
Руины шато де Dreistein
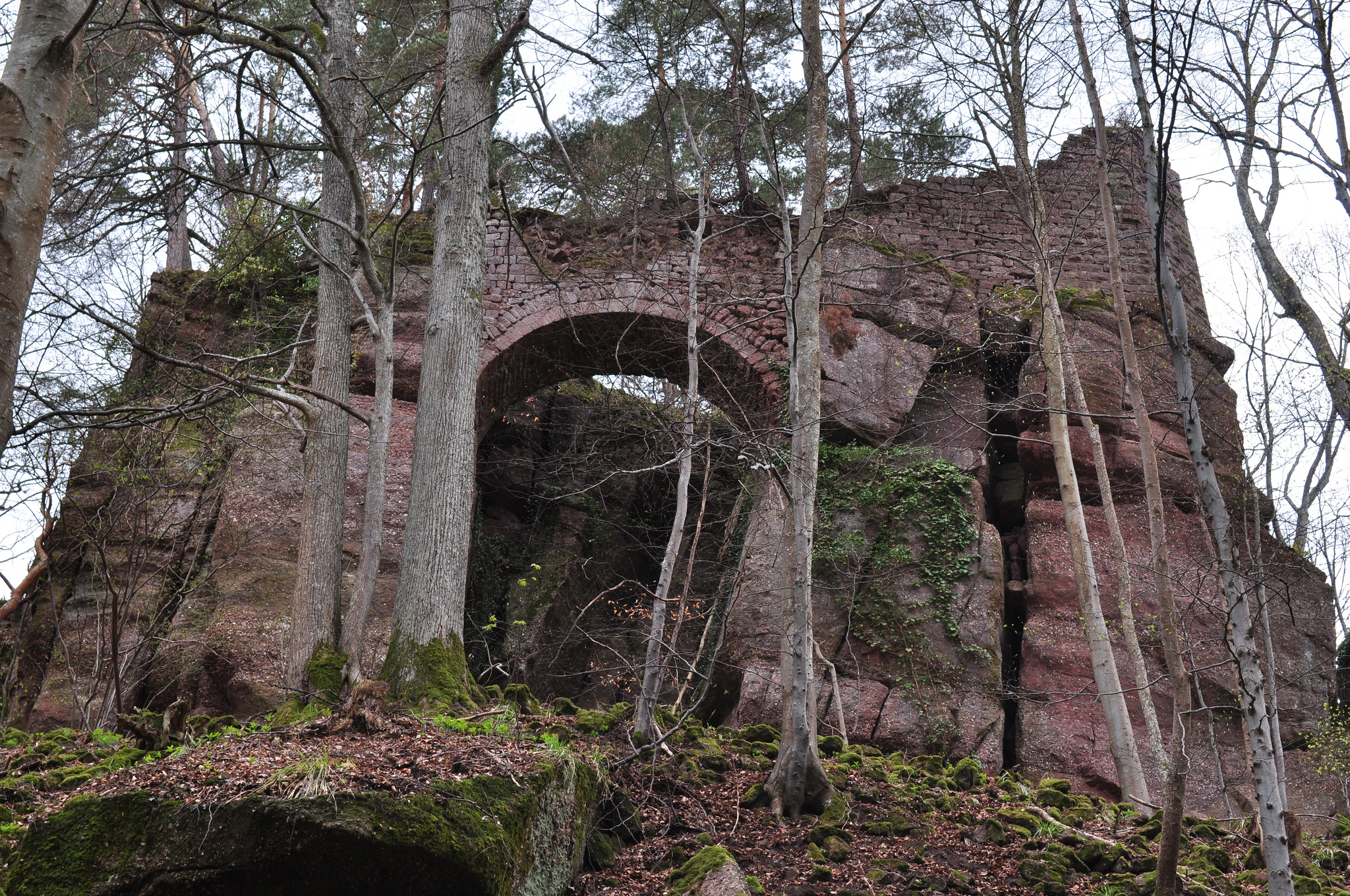
Шато Hagelschloss
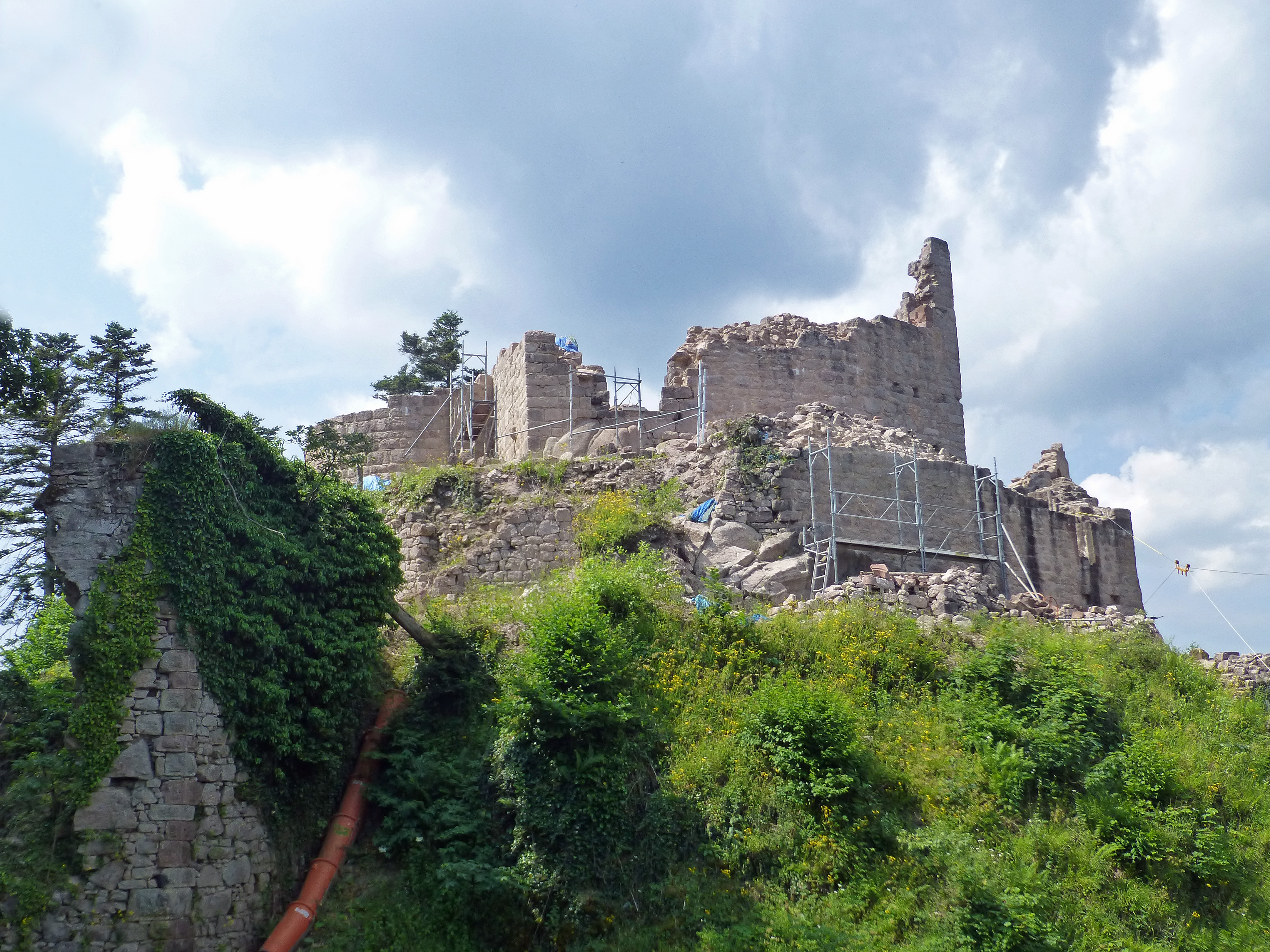
Шато Kagenfels в процессе реставрации
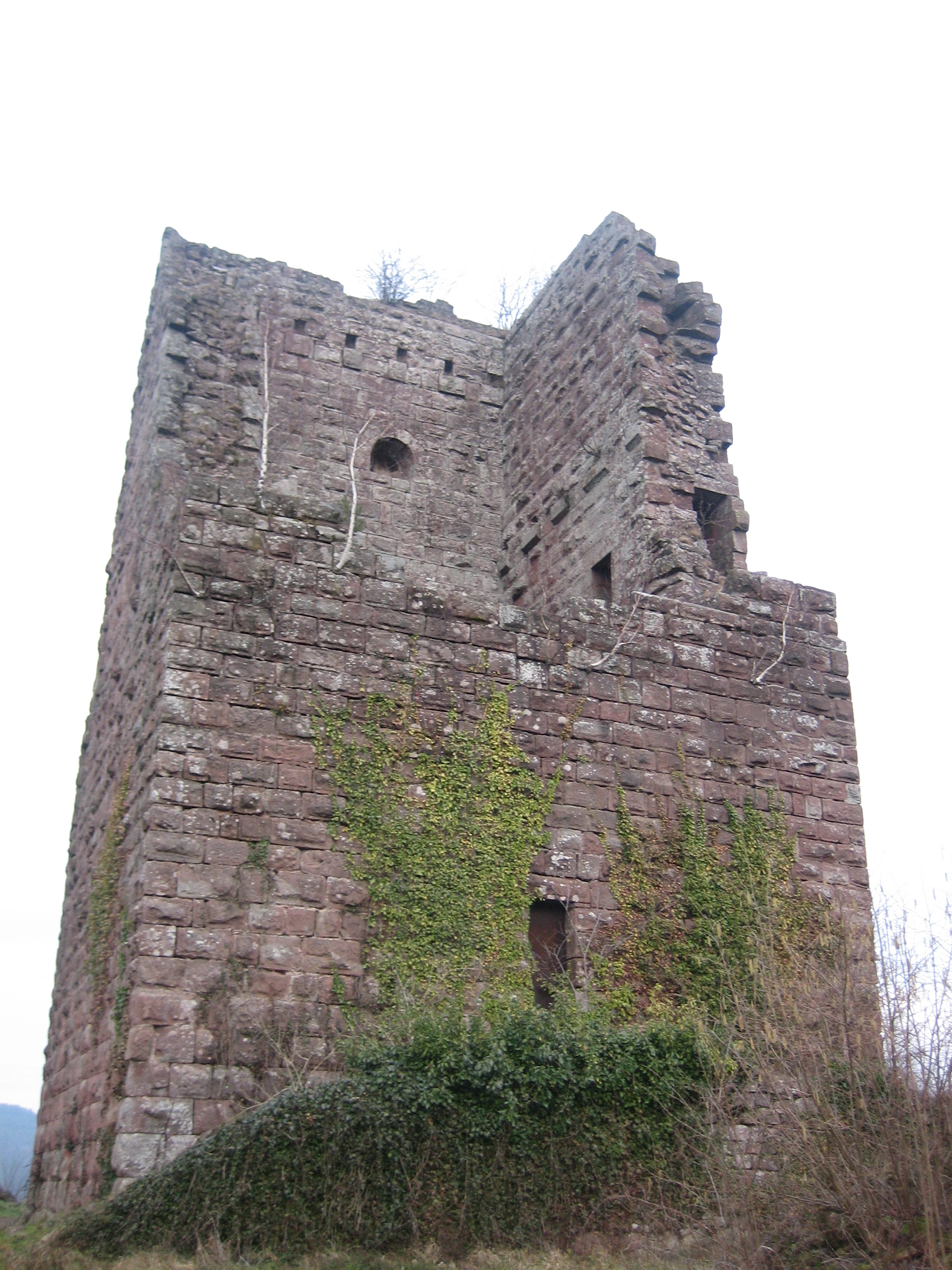
Шато Лютзельбур
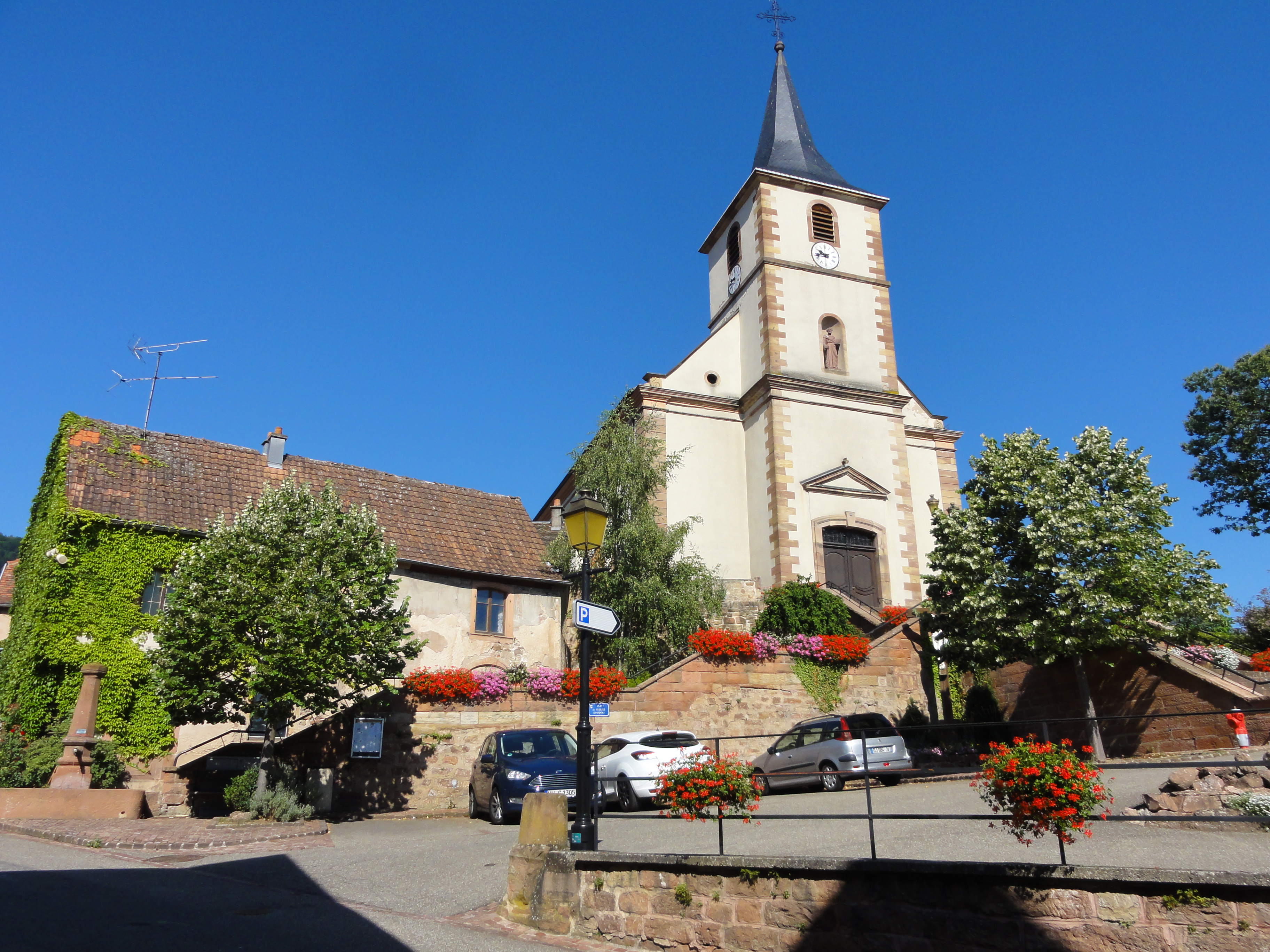
Церковь святого Симона и Иуды